# Heinrich Melas
Heinrich Melas (Szászsebes, 1829. augusztus 12. – Segesvár, 1894. november 23.) erdélyi szász ügyvéd, költő, műfordító.

## Életútja
Apja, Samuel Melas ágostai evangélikus lelkész volt. 1842-1847-ig szülővárosában a gimnáziumban tanult, azután Szebenben jogi téren folytatta tanulmányait. 1848-49-ben az erdélyi szászok pártján állott. A szabadságharc után 1851-ig a szebeni jogakadémián végezte be tanulmányait; ezen idő alatt Hermann Brukenthal tanítója, majd nevelője volt és vele Bécsbe ment. Tanítványa korai halála után 1852-ben a nagyszebeni főtörvényszéknél, majd Szászvárosban lett aktuárius. 1852-54-ben törvényszéki adjunktus Szebenben, Marosvásárhelyt és a zilahi kerületi törvényszéknél; 1854-59-ig kerületi adjunktus és törvényszéki vezető Nagyenyeden, Abrudbányán, Algyógyon, Tövisen és Hátszegen; 1859-671-ig államügyész-helyettes és a polgári ügyek előadója a székelyudvarhelyi törvényszéknél; ennek feloszlatása után rendelkezési állapotba helyezték. 1863-ban az erzsébetvárosi megyei törvényszékhez tanácsosnak nevezték ki; azonban családi körülményei miatt még azon évben lemondott hivataláról és 1877-ig mint ügyvéd működött Segesvárt; azután mezei gazdasággal és kertészettel foglalkozott. A politikai s egyházi egyesületeknek közreműködő buzgó tagja volt; hosszú éveken át a város politikai vezetését ő irányította. Gyermektelen lévén, több alapítványán és adakozásain kívül 10000 forintot hagyott a segesvári és 500 frtot a medgyesi templomra.
Szász nyelven írt költeményei a Siebenbürgischer Volksfreund című hetilapban jelentek meg.

## Fordításai
- Französische und magyarische Dichtung in metrischer Übersetzung. Hermannstadt, 1885. (Petőfinek 53 költeménye van e munkában).
- Gedichte von Alexander Petőfi, aus dem Ungarische übertragen. Uo. 1891.